# Epicyrtica metallica
Espèce
Synonymes
- Bryophila metallica T.P. Lucas, 1898[1]
- Cycloprora aridoxa Turner, 1931[1]

Epicyrtica metallica est une espèce de papillons de la famille des Noctuidae. Elle est endémique d'Australie.

## Systématique
L'espèce Epicyrtica metallica a été initialement décrite, en 1898, par Thomas Pennington Lucas sous le protonyme de Bryophila metallica.